# Mitsubishi A6M
Pour les articles homonymes, voir Chasseur Zéro.
Le Mitsubishi A6M est un chasseur-bombardier japonais léger embarqué utilisé par la Marine impériale japonaise de 1940 à 1945.
Alors que le nom de code officiel utilisé du côté allié pour cet avion était Zeke, il était plus connu sous le nom de Zero dans la Marine impériale japonaise et sous la désignation complète de Chasseur embarqué de Type 0 (零式艦上戦闘機, rei shiki kanjō sentōki), officiellement abrégé en Rei-sen du côté japonais.
L'abréviation la plus populaire parmi les pilotes japonais de l'époque (comme parmi le public japonais actuel) reste tout de même celle de « Zero-sen », car les mots anglais « Zero » et français « Zéro » furent introduits au Japon dès la fin du XIXe siècle par les ingénieurs français et britanniques que le Japon se plaisait à recevoir en vue de se constituer une industrie et une armée modernes, avant l'éclatement du second conflit mondial. L'appareil était donc populairement connu comme « Zero » ou « Zéro » parmi les Alliés et comme « Zero-sen » parmi les Japonais.

## Conception
Le Mitsubishi A5M Claude entrait juste en service au début de l'année 1937 lorsque la Marine impériale japonaise se mit à la recherche d'un éventuel successeur. En mai, elle avait établi un cahier des charges pour un nouveau chasseur embarqué qui fut transmis à Nakajima et à Mitsubishi. Les deux entreprises commencèrent leur travail tout en attendant d'autres éléments.
Se fondant sur l'expérience de l'A5M en Chine, la Marine japonaise formula des spécifications complémentaires en octobre et exigea ainsi 500 km/h à 4 000 mètres et une vitesse ascensionnelle de 6 000 m en 9 min 5 s. Ils avaient besoin d'une autonomie de 2 heures à puissance normale qui devait monter jusqu'à 6 ou 8 heures en vitesse économique avec des réservoirs supplémentaires. L'armement devait comporter deux canons de 20 mm et deux mitrailleuses de 7,7 mm, et l'avion devait pouvoir emporter deux bombes de 30 ou 60 kg. Tous les futurs Zéro devaient être pourvus d'un équipement radio. Enfin, la manœuvrabilité devait être au moins aussi bonne qu'avec l'A5M, tandis que l'envergure devait être inférieure à 12 m pour pouvoir tenir sur les porte-avions.

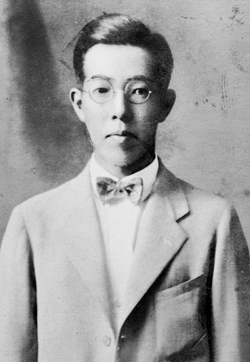
Jirō Horikoshi

Nakajima trouva les nouvelles exigences impossibles à réaliser tandis que le chef de l'équipe de Mitsubishi Jirō Horikoshi, déjà concepteur de l'A5M Claude, convint qu'elles pouvaient être respectées à la seule condition de fabriquer l'avion aussi léger que possible. Ainsi, tout fut mis en œuvre pour gagner en poids et les concepteurs firent un usage intensif d'un nouvel alliage d'aluminium, l'Extra Super Duraluminium (ESD) mis au point par Sumitomo Metals.
Le premier prototype du Mitsubishi A6M vola dès le 1er avril 1939 et la production débuta en juillet de la même année.
Doté d'une excellente manœuvrabilité, d'une puissance de feu importante (en 1940) et d'un très long rayon d'action,
cette supériorité initiale du Zéro et son rayon d'action exceptionnel pèseront lourd sur la balance lors du choix des Japonais de lancer l'attaque de Pearl Harbor.

## Systèmes de désignation du Mitsubishi A6M

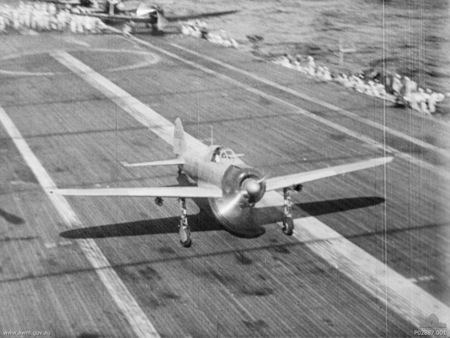
A6M2 lors de la bataille des îles Santa Cruz en 1942.

### Code de désignation du projet
Établi dès 1931, il était utilisé pour les avions qui étaient en phase de projet, ceux qui n'étaient encore que couchés sur les papiers d'un bureau d'études. Pour chaque type d'appareil (chasseur embarqué, chasseur terrestre, torpilleur embarqué, hydravion de reconnaissance, etc.) on attribuait un nombre, connu comme le nombre Shi, correspondant à l'année de règne de l'empereur Hirohito (nom posthume Shōwa), année où le projet avait été lancé. Le projet du sixième chasseur embarqué japonais (le Mistubishi A6M) fut lancé dans la douzième année du règne de l'Empereur Shōwa ; son nom de projet fut donc chasseur embarqué 12 Shi.

### Code de désignation du type d'appareil
Ce système de désignation attribuait un nombre à deux chiffres aux avions produits en série et mis en service, une fois que le projet était approuvé par les intéressés, la Marine ou l'Armée. Ce nombre à deux chiffres était basé sur les deux derniers chiffres de l'année du calendrier impérial où l'appareil était mis en service.
Pour un avion entré en service en 2598 du calendrier impérial japonais (1938 dans le calendrier grégorien) le type d'appareil était donc le Type 98. Dans le cas du Mitsubishi A6M, l'année de mise en service fut 1940, c'est-à-dire l'année 2600 du calendrier impérial japonais. En ignorant le double zéro, les appareils de cette année furent simplement appelés « de type 0 » et le Mitsubishi reçut ainsi le nom de « Chasseur embarqué de type 0 ». C'est à la suite de ce système de désignation que le « Zéro » reçut son nom le plus populaire, autant parmi ses pilotes que parmi ses adversaires.

### Code de désignation de la Marine
Quand un nouvel appareil était livré et mis en service dans ses rangs, la Marine impériale lui donnait son propre code de désignation. Il était constitué d'une suite de quatre caractères : une lettre correspondant à un type d'appareil (« A » dans le cas d'un chasseur embarqué), un chiffre correspondant au nombre de modèles différents de ce type ayant été mis en service jusqu'à la date (le sixième modèle de chasseur embarqué dans le cas du Mitsubishi A6M), la première lettre du nom de l'avionneur (le « M » de Mitsubishi dans le cas du Mitsubishi A6M), et finalement à nouveau un chiffre, celui qui correspondait aux versions dérivées du même modèle (dans le cas du Mitsubishi A6M : A6M1, A6M2, A6M3, A6M4, A6M5, A6M6, A6M7 et A6M8).
Les versions A6M1, A6M4, A6M6 et A6M8 ne furent jamais fabriquées en série, elles restèrent à l'état de prototypes. Comme la première lettre de ce code correspondait au type d'appareil, si une extrapolation se faisait vers un autre type d'appareil la première lettre était conservée et celle correspondant au nouveau type d'appareil était ajoutée à la fin du code. Par exemple le A6M2 fut extrapolé en avion d'entraînement biplace mais aussi en hydravion de chasse. La version d'entraînement reçut le nom de code A6M2-K (« K » pour avion d'entraînement) et la version extrapolée en hydravion de chasse reçut le nom de code A6M2-N (« N » pour hydravion de chasse).

### Code d'identification allié
Au cours de l'année 1942, les alliés (notamment les Américains) mirent en place un code pour faciliter l'identification des avions japonais.
Les chasseurs et hydravions monomoteurs reçurent un prénom masculin, exemple : Kawanishi N1K1-J (George).
Les bombardiers, les gros avions de reconnaissance ou hydravions (bimoteurs ou plus) tel que le Mitsubishi G4M (Betty) héritèrent d'un prénom féminin.
Le Mitsubishi A6M étant un appareil de chasse, il fallut lui choisir un prénom de garçon, ce fut « Zeke » (prononcé Zik) une abréviation en anglais du prénom Ezekiel (« Ézéchiel » en français).
Deux versions de Zero-sen furent pourtant suffisamment différentes de la forme générale de l'avion pour que les Américains les prissent pour de nouveaux modèles d'avion japonais, en leur donnant leur propre nom de code. La version d'hydravion de chasse (A6M2-N) fut baptisée Rufe et le A6M3-32 (dont les saumons d'ailes étaient droits et non pas arrondis, ce qui fut à l'origine de la confusion) fut appelé « Hamp ».

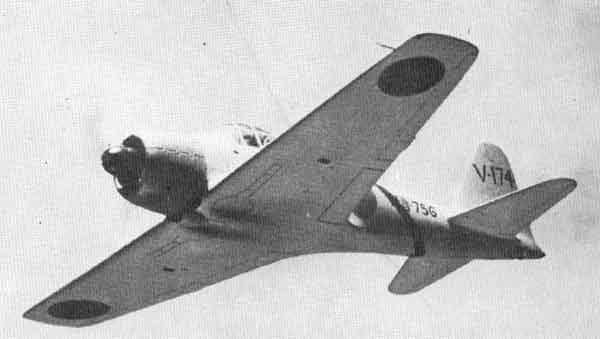
Un Mitsubishi A6M3 Modele 32 (Hamp) du Tainan kokutai.

Il y eut deux variantes de la version A6M3, la 32 (3e type de cellule, 2e type de moteur) et la 22 (retour au 2e type de cellule, 2e type de moteur). Pour ce qui est de sa cellule le A6M3-22 n’était pas essentiellement différent d’un A6M2-21 (2e type de cellule) et il fut toujours identifié par les alliés comme étant un « Zeke ». Mais il arriva que le modèle précédent, le A6M3-32, avait les saumons d’aile droits et raccourcis (« à ailes coupées », 3e type de cellule) et les Américains le prirent pour un nouveau type d’avion japonais auquel ils considérèrent qu’il fallait attribuer un nouveau nom de code. Le service qui attribuait ces noms de code avait d’abord baptisé ce prétendu nouvel appareil japonais « Hap » en honneur du commandant en chef de l’USAAF, le général Henry Harley Arnold. Arnold avait plusieurs surnoms mais « Hap » lui était resté depuis son enfance. Une de ses tantes avait d'abord eu l'habitude de l'appeler « Happy » (« content ») mais son surnom devint vite tout simplement « Hap ». Le général n’apprécia pas ce nom de code pour un appareil ennemi puisque les pilotes américains pouvaient désormais faire des blagues du genre « je viens de descendre un Hap » en faisant en réalité référence à leur commandant en chef. Il demanda que le nom de code de ce prétendu nouvel avion japonais fût changé. On rajouta alors un « m » au milieu du mot et le A6M3-32 devint le « Hamp », ce qui en anglais ne signifie rien. Ce n'est qu'ensuite que les Américains réalisèrent qu'il s'agissait en réalité d'un « Zeke », mais le nom de code « Hamp » pour le A6M3-32 lui persista dans le jargon des pilotes alliés.

### Variantes et sous-variantes
Dans le système de désignation de la Marine impériale et dans le système de désignation du type d'appareil, exposés précédemment, les variantes de chaque version étaient exprimées selon deux chiffres. Le premier correspondaient au type de cellule, le deuxième au type de moteur.
La première version du Mitsubishi A6M à entrer en service (A6M2) fut donc le « chasseur embarqué de type zéro modèle 11 » selon le système de désignation de type d'appareil et le « A6M2-11 » selon le système de désignation de la Marine. Le premier « 1 » correspondait au premier type de cellule et le deuxième « 1 » correspondait au premier type de moteur à équiper la production en série. Lorsqu'en 1941 les ailes de l'avion furent modifiées pour pouvoir se replier et occuper ainsi moins d'espace dans les hangars des porte-avions, la cellule avait changé et l'appareil reçut la désignation « chasseur embarqué de type zéro modèle 21 » dans le système de désignation de type d'appareil et « A6M2-21 » dans le système de désignation de la Marine. Ceci valait pour les variantes, lorsqu'une sous-variante dérivait d'une variante la Marine ajoutait un caractère kana, dans un ordre qui équivaut plus ou moins à l'ordre alphabétique de l'alphabet latin. C'est pourquoi les A6M5-52, A6M5-52 Ko, A6M5-52 Otsu et A6M5-52 Hei sont connus parmi les Occidentaux respectivement comme des A6M5, A6M5a, A6M5b et A6M5c.
Parfois, les Occidentaux ont aussi utilisé les lettres de l'alphabet latin pour désigner les variantes elles-mêmes et pas seulement les sous-variantes. Par exemple, les A6M2-11 et A6M2-21 sont parfois cités comme des A6M2a et A6M2b respectivement. Exemple de lecture de la nomenclature d'un chasseur Mitsubishi A6M5-52 Otsu : sous-variante Otsu de la variante 52 (deuxième type de moteur, cinquième type de cellule) de la cinquième version, fabriquée par Mitsubishi, du sixième chasseur embarqué de la Marine impériale japonaise.

## Productions et différentes versions de l'appareil
Un total de 10 425 appareils construits a été comptabilisé : 3 880 par Mitsubishi et 6 545 par la compagnie Nakajima.
Autre source (Francillon), un total général de 11,291. Soit: 10,449 A6M, 327 A6M2-N, 508 A6M2-K et 7 A6M5-K construits.
| Périodes             | Mitsubishi Jukogyo K.K. | Nakajima Hikoki K.K. | TOTAL | A6M1 | A6M2 | A6M3 | A6M5 | A6M6 | A6M7 | A6M8 |
| Mars 1939-Mars 1942  | 722                     | 115                  | 837   | 4    | 833  |      |      |      |      |      |
| Avril 1942-Mars 1943 | 729                     | 960                  | 1689  |      | ?    | ?    |      |      |      |      |
| Avril 1943-Mars 1944 | 1164                    | 2268                 | 3432  |      | ?    | ?    | 1619 |      |      |      |
| Avril 1944-Mars 1945 | 1145                    | 2342                 | 3487  |      |      |      | 3486 | 1    |      |      |
| Avril 1945-Aout 1945 | 119                     | 885                  | 1004  |      |      |      | 885  |      | 117  | 2    |
| Total général        | 3879                    | 6570                 | 10449 | 4    | 3432 | 903  | 5990 | 1    | 117  | 2    |

(Non inclus dans ce tableau: 327 A6M2-N, 508 A6M2-K et 7 A6M5-K)

### A6M1
Au mois d'avril 1938, les bureaux d'études de l'Arsenal aéronaval de Yokosuka approuvent le projet de chasseur embarqué 12 Shi et la construction de deux prototypes est attribuée à l'avionneur Mitsubishi. Commence alors, dans le courant de l'été 1938 la construction des deux prototypes, dénommés A6M1/12 Shi. Ils furent dotés chacun d'un moteur Mitsubishi Zuisei 13 de 780 ch, entraînant une hélice bipale à pas variable, mais le moteur ne donna pas entière satisfaction et cette version, la première de l'appareil, ne fut jamais fabriquée en série. La Marine suggéra alors de monter sur deux nouveaux prototypes le tout nouveau moteur Nakajima Sakae 12 (NK1C) de 940 ch. Ce moteur était l'équivalent du ha.25 de l'Armée et porta également l'appellation de Type 99/950 ch. L'arrivée du nouveau moteur satisfit de loin les conditions du cahier des charges initial et le modèle A6M2 était mûr pour la fabrication en série.
Production : 4 prototypes

### A6M2 modèle 11
Les quinze premiers exemplaires de présérie furent envoyés en Chine en juillet 1940 pour évaluation en conditions réelles. Les moteurs de ces avions avaient tendance à surchauffer. Le problème dut être réglé. Alors que l'appareil avait été conçu pour être embarqué, ce premier modèle n'allait être que basé sur le continent, c'est pourquoi il fut fabriqué sans sa crosse d'arrêt. Le résultat ne se fit pas attendre, et les A6M2 obtinrent la supériorité aérienne, au point que les Chinois évitaient soigneusement de se battre contre les Zéros avec leurs Polikarpov I-15 et I-16. Les Occidentaux, qui avaient pourtant la possibilité de s’intéresser au Zéro, continuèrent à croire à l’indigence de l’aéronautique nippone.
Production : 64 unités

### A6M2 modèle 21

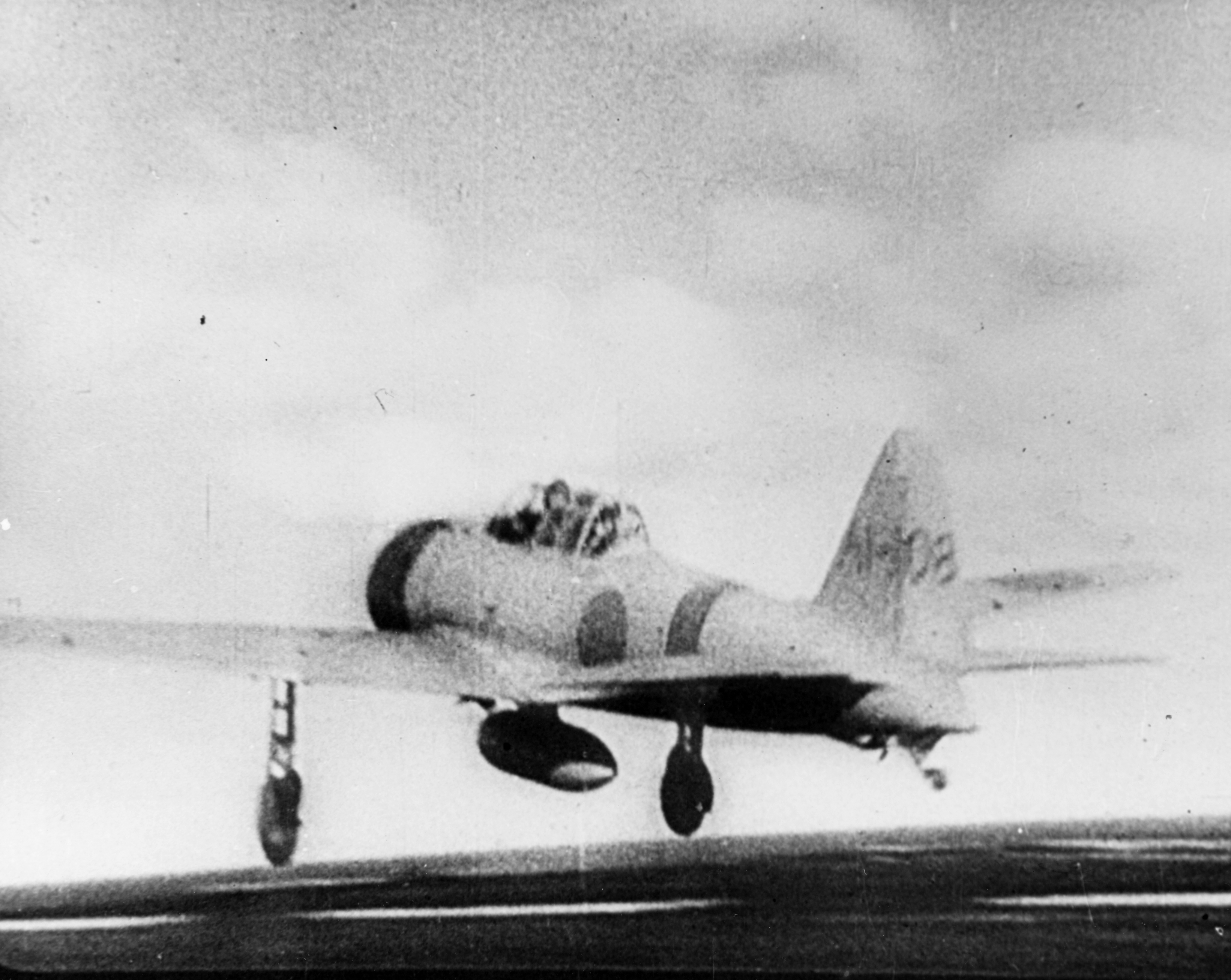
A6M2-modèle 21
AI-108 piloté par l'enseigne Sakae Mori - Porte Avions Akagi - photo de la seconde vague d'attaque sur Pearl Harbor 7 déc 41

À cause de leurs saumons d'ailes, l'envergure des modèles 11 était gênante pour les manœuvres dans les ascenseurs des porte-avions ; la première évolution du Zéro consista donc à modifier l’aile pour que les saumons soient repliables: ce sera l’A6M2 modèle 21 (comprendre 2e type de cellule, 1er type de moteur). Quelques détails évolueront sur le modèle 21, tels que l’apparition d’un contrepoids d’aileron pour soulager l’effort à haute vitesse, un problème récurrent sur le Zéro qui ne sera jamais vraiment corrigé. Ce modèle, et la plupart des modèles suivants, fut fabriqué avec sa crosse d'arrêt. Située sous l' empennage, elle était destinée à immobiliser l'appareil en accrochant un brin d'arrêt lors des 
appontages sur les porte-avions. Vitesse maximum: 288 nœuds (533 km/h).
Production : 740 unités.

### A6M2-K
Première version d'entraînement, biplace. La cellule fut modifiée pour que l'habitacle et la verrière puissent héberger un instructeur et un apprenti pilote. La motorisation resta la même que celle des autres versions de A6M ; dans l'armement, les canons d'aile de 20 mm furent retirés et seulement les deux mitrailleuses de capot de 7,7 mm furent conservées. Des bombes de 60 kg pouvaient être portées sous les ailes lors des entraînements, mais au moment où ces appareils furent utilisés comme Kamikazes, en 1945, les bombes de 60 kg furent remplacées par une bombe ventrale de 250 kg. La production fut répartie entre 236 exemplaires fabriqués par Dai-Nijuichi Kaigun Kokusho à Ōmura (Sasebo) entre novembre 1943 et août 1945 et 272 exemplaires fabriqués par Hitachi Kokuki K. K. entre mai 1944 et août 1945.
Production : 508 unités.

### A6M2-N

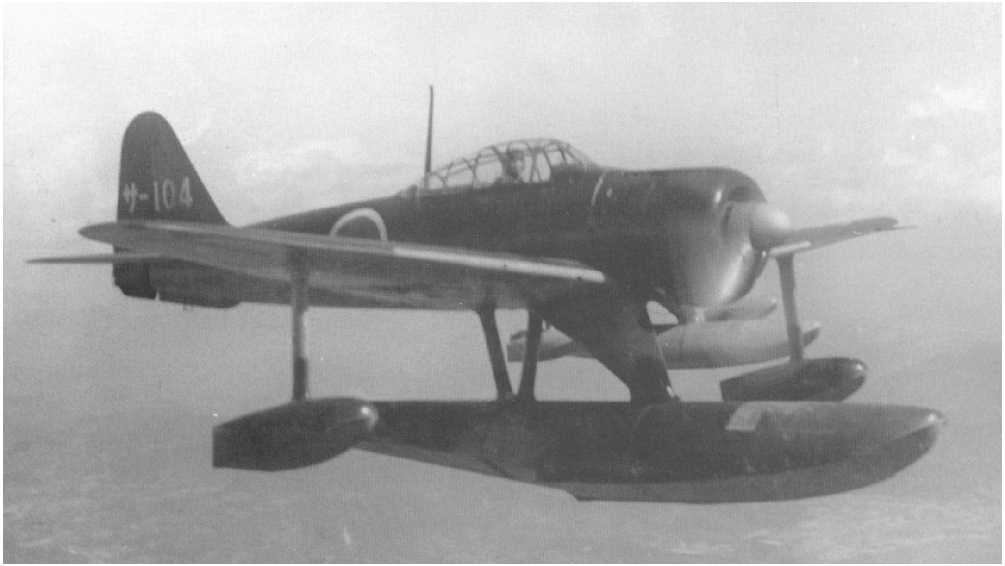
Nakajima A6M2-N Rufe.

Extrapolation du modèle 21 en hydravion de chasse.
Le train d’atterrissage fut démonté, et une petite quille ventrale rajoutée sous la dérive qui, elle, fut agrandie. Un grand flotteur unique central fut ajouté sous le fuselage et chaque aile en portait un autre, de taille plus réduite, sous son intrados. Pour compenser l’impossibilité de transporter dorénavant un réservoir supplémentaire largable, un réservoir fut intégré à l’intérieur du flotteur central.
Le Rufe, nom de code que lui donnèrent les Alliés, avait le même armement et emport de munitions que les variantes des versions A6M2, A6M3, A6M5 et A6M5a : deux mitrailleuses de 7,7 mm sur le capot et deux canons de 20 mm, un dans chaque aile. Vitesse maximum: 235 nœuds (434 km/h).
Production : 327 exemplaires

### A6M3 modèle 32

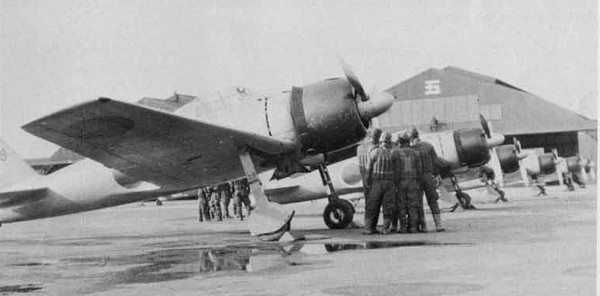
Un A6M3 modèle 32 au premier plan.

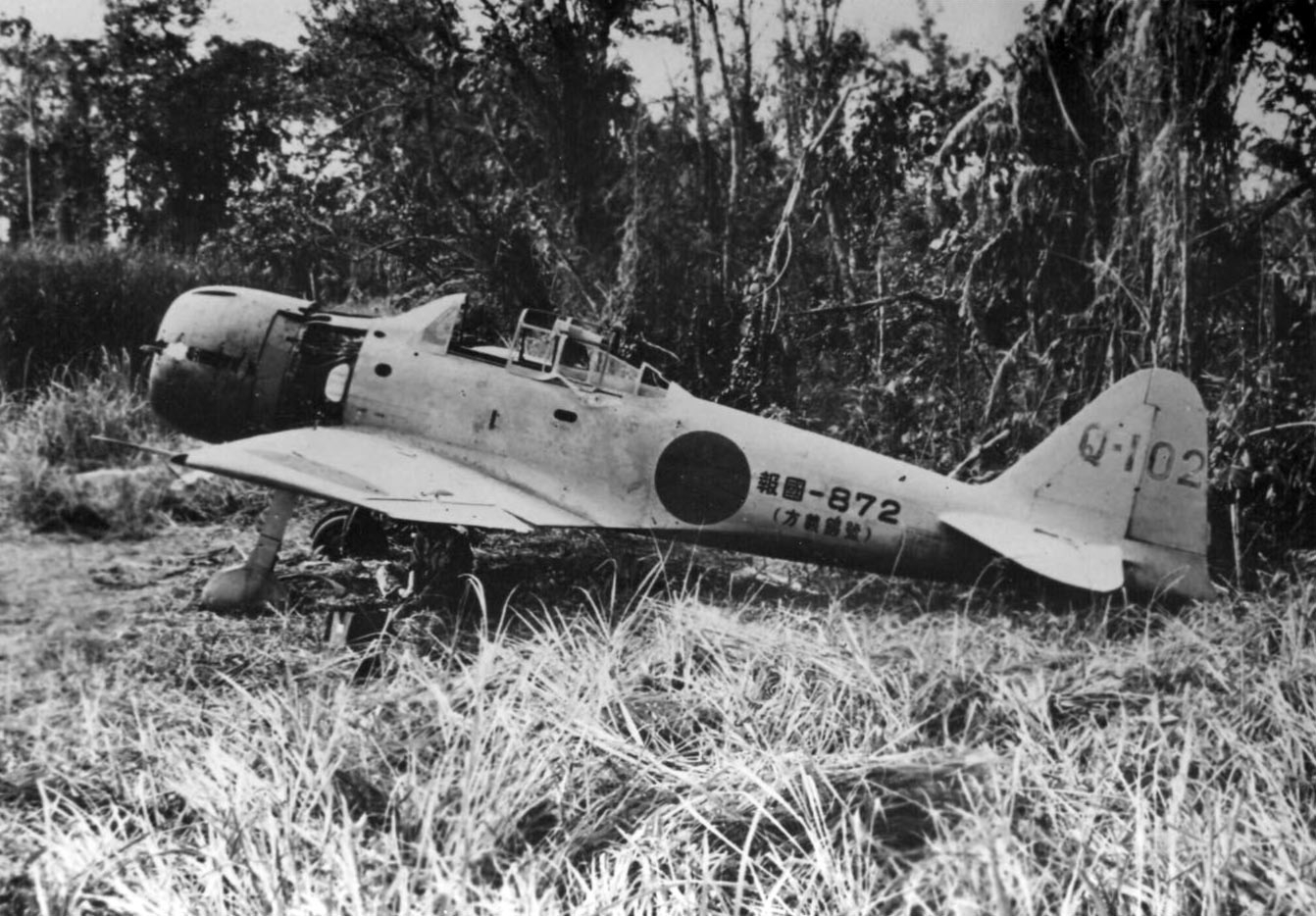
A6M3 modèle 32 abandonné, sur la base de Buna, Nouvelle-Guinée

L’A6M3 modèle 32 fut introduit au printemps 1942 pendant la bataille des îles Salomon (bataille de Guadalcanal). Modification importante : le moteur Nakajima Sakae 12 de 940 ch fut remplacé par un NK1F Sakae 21 ou Ha-35-21, équipé d’un compresseur à deux vitesses délivrant 1 130 ch au décollage. L’implantation de cette nouvelle mécanique plus longue nécessita le déplacement de la cloison pare-feu de 20 cm au détriment de la capacité en carburant. Le capotage moteur changea de forme et la prise d’air du compresseur fut disposée en haut, au lieu du « tunnel » en bas. Les canons disposaient de 100 obus chacun au lieu des 60 initiaux. Mais le changement le plus visible est la disparition des saumons d’ailes repliables pour améliorer le taux de roulis mais aussi la production. Les Américains crurent avoir affaire à un nouvel avion qu’ils baptisèrent Hamp au lieu de Zeke, mais ils réalisèrent rapidement leur erreur.
La vitesse maximum passa de 288 nœuds (533 km/h) à 294 nœuds (544 km/h).
Production : au moins 343 unités.

### A6M3 modèle 22

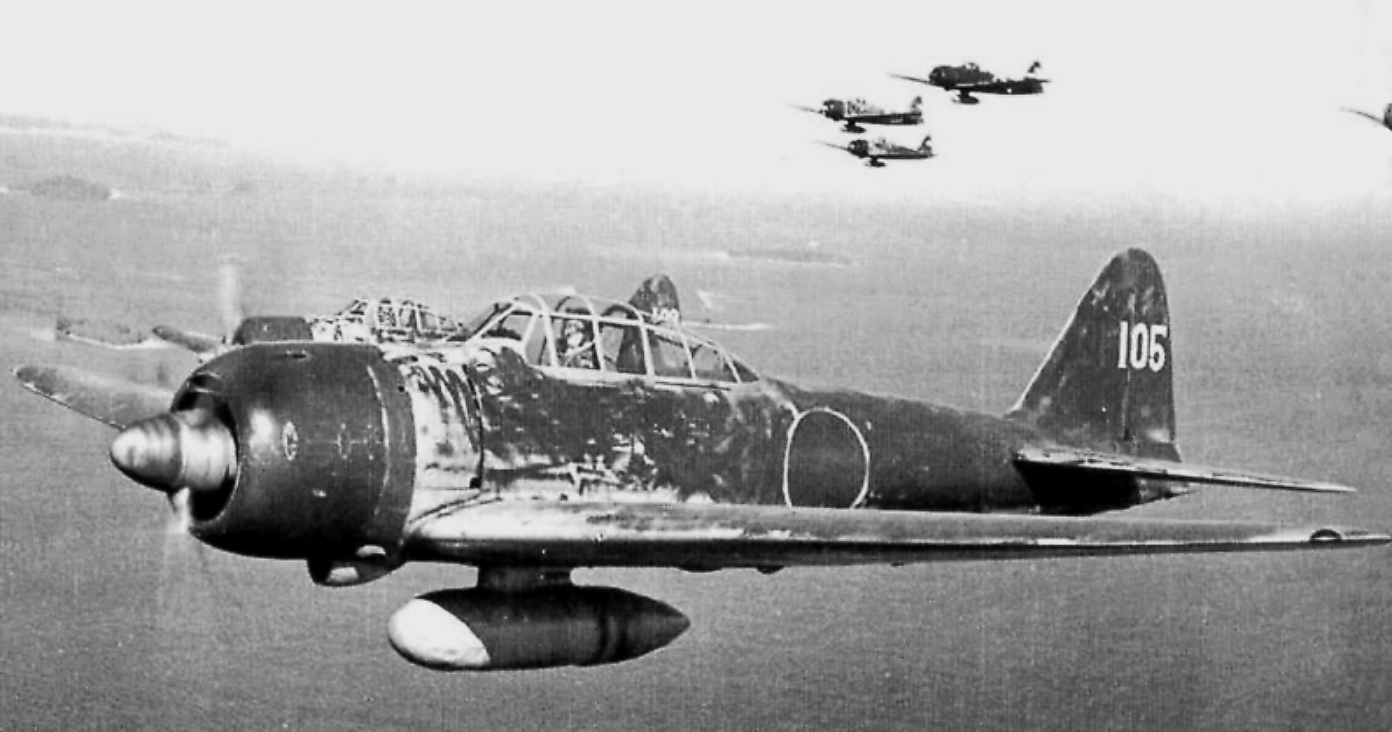
A6M3 modèle 22 au-dessus des îles Salomon, 1943.

Pour essayer de retrouver une autonomie comparable au modèle 21 à la suite de l’augmentation de la consommation du Sakae 21 et de la diminution du volume du réservoir, les ingénieurs de Mitsubishi installèrent 2 nouveaux réservoirs de 45 l dans chaque aile. Pour maintenir la charge alaire équivalente au type 32, les saumons repliables furent restaurés. D’où le type 2-2 (cellule 2, moteur 2). Il est donc normal que l’A6M3 modèle 22 apparaisse après le modèle 32. Quelques modèles 22a reçurent le canon 20 mm type 99 modèle 2 mk3 à long tube et cadence de tir améliorée que l'on retrouvera sur les futures versions. Trois modèles expérimentaux basés à Rabaul utilisèrent des canons de 30 mm mais aucune suite ne sera donnée. Vitesse maximum: 292 nœuds (541 km/h).
Production : 560 unités

### A6M4
Il n’y eut finalement pas de série 4, l’A6M4 devait utiliser un turbocompresseur qui ne fut jamais totalement mis au point. Les Japonais eurent beaucoup de déboires avec les turbocompresseurs durant toute la guerre.
Certaines sources le citent comme étant la série de prototype où les premiers exemplaires du modèle 52 basés sur la cellule du modèle 22a pendant la phase de transition.

### A6M5 modèle 52
N’arrivant toujours pas à mettre au point l’A7M Reppu (et surtout peinant à prendre des décisions), la Marine demanda un appareil amélioré pour faire une jonction qui n’eut jamais lieu. En août 1943, un modèle 22a fut modifié en augmentant l’épaisseur du revêtement des ailes, et des saumons de taille réduite furent installés de manière fixe. De plus, le moteur reçut des pipes d’échappement séparées propulsives. Bien que plus lourd de 70 kg, le nouveau modèle 52 était plus rapide de 11 nœuds en palier par rapport au modèle 32, soit 305 nœuds (565 km/h), mais surtout sa vitesse maximale en piqué fut augmentée à 660 km/h. Mais ces améliorations ne suffirent pas et les Zéro 52 furent massacrés par les Hellcat.
En mars 1944, le modèle 52a apparut en première ligne. L’épaisseur encore augmentée du revêtement permit une vitesse en piqué de 740 km/h (le Corsair piquait à 790 km/h). Les canons mk4 reçurent 125 obus chacun (au lieu de 100) par substitution des tambours par des bandes. Vitesse maximum: 305 nœuds (565 km/h).
Le modèle 52b vit une amélioration de la capacité à encaisser les coups et à en rendre. Un pare-brise blindé de 50 mm ainsi que des extincteurs de réservoirs furent installés. Et une mitrailleuse de capot Type 3 de 13,2 mm remplaça une de celles de 7,7 mm.

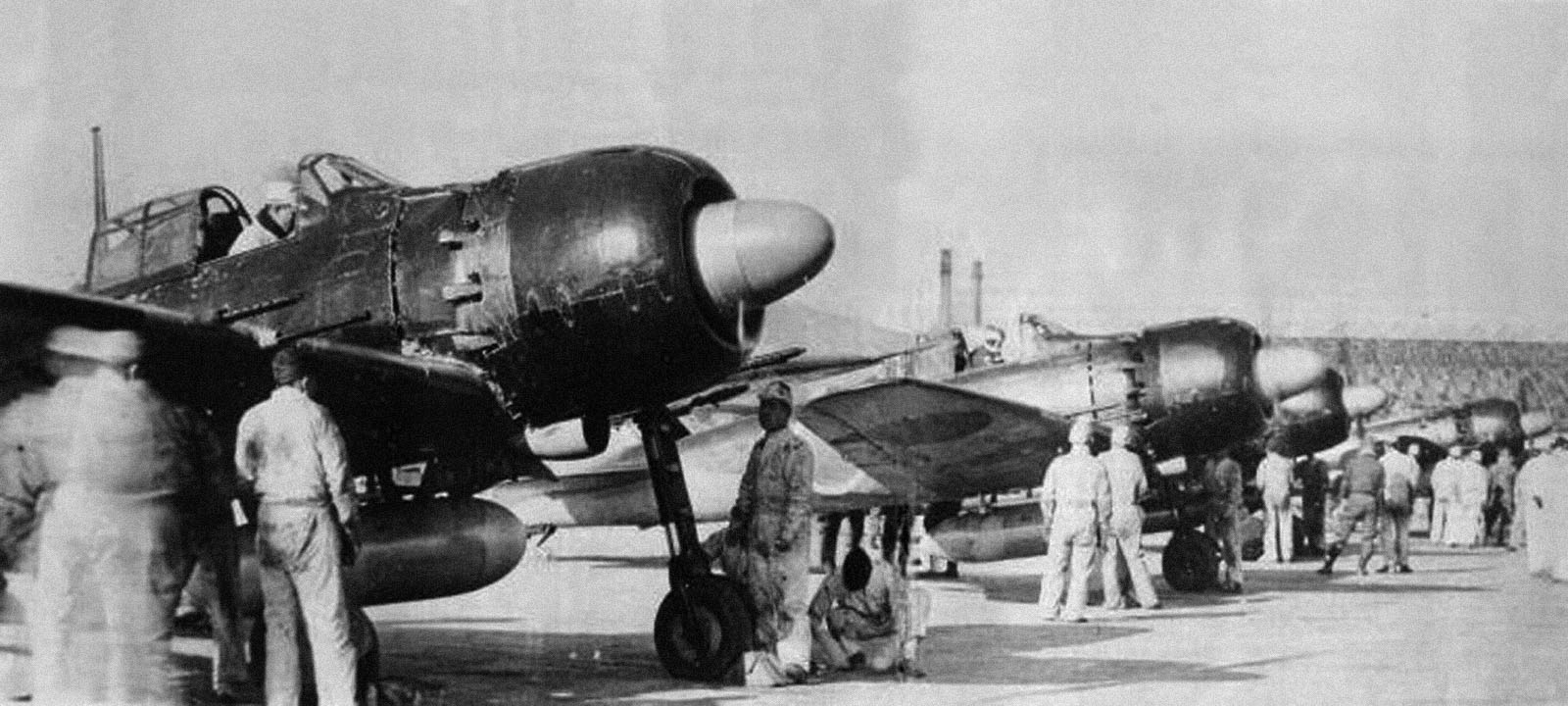
Des A6M5 modèle 52c se préparent à prendre part à une attaque kamikaze au début de 1945

Le modèle 52c fut lancé dans l’urgence après la bataille des Philippines qui eut lieu en juin 1944. Malgré l’obsolescence de la cellule, il fallait améliorer le Zéro car la production du J2M Raiden ne démarrait pas. L’A6M5c incorporait un blindage dorsal pour le pilote, un réservoir central auto-obturant et deux mitrailleuses de 13,2 mm d’ailes à l’extérieur des canons. La mitrailleuse de 7,7 mm de capot disparaissait. Les ingénieurs réclamèrent à la Marine le droit d’installer le plus gros moteur Mitsubishi Kinsei pour parer à l’augmentation prévisible du poids. Encore une fois, la Marine, par un incroyable immobilisme refusa encore et imposa le Sakae 21 en attendant la disponibilité du Sakae 31, dont la puissance devait être supérieure grâce à l’injection d’eau et de méthanol. Les performances s’effondrèrent.
Un chasseur de nuit fut développé à partir du modèle 52 en ajoutant un canon à tir oblique dans le fuselage. C'était l’A6M5d-S, S étant le suffixe des chasseurs de nuit (exemple J1N1-S Gekko).
Production : modèle 52 : plus de 747 unités, modèle 52a : plus de 391 unités, modèle 52b : 470 unités, modèle 52c : 93 unités.

### A6M5-K
Deuxième version d'entraînement, fabriquée à seulement sept exemplaires par Hitachi Kokuki K. K. entre mars et août 1945. Même motorisation que le A6M5 et même armement que la précédente version d'entraînement (A6M2-K) : deux mitrailleuses de 7,7 mm et deux bombes de 60 kg.
Production : 7 unités.

### A6M6 modèle 53
Le prototype du A6M6c (Zéro 53c) vola en novembre 1944. En plus du moteur Sakae 31a (dont la puissance supérieure aux 1 130 ch du Sakae 21 n’apparaît dans aucun ouvrage), les réservoirs d’ailes de 45 l reçurent un revêtement auto-obturant. La vitesse maxi de 300 nœuds (5 de moins que le 52, soit 555 km/h), en utilisant l’injection d’eau, n’était que théorique car la qualité de fabrication des moteurs et des cellules baissait dangereusement par manque de matières premières de qualité et par déficit de compétence de la main d’œuvre, les ouvriers qualifiés étant embrigadés dans l’armée. De plus, les raids des B-29 Superfortress sur les usines de moteurs n’allaient rien arranger.
Production : pas de chiffres, ce qui est certain, très peu. Un seul prototype selon certaines sources.

### A6M7 modèle 62/63
Les unités combattantes modifiaient sur les versions précédentes les supports de réservoirs centraux pour y accrocher une bombe de 250 kg. Ce sera fait de série sur l’A6M7. Le modèle 62 était doté du même moteur que le modèle 52. Le modèle 63 était lui doté du même moteur que le modèle 53. Quant aux cellules des deux modèles, elles étaient identiques.
Destiné à être utilisé comme un bombardier en piqué, l'A6M7  avait un support de bombe et des points d’ancrage pour deux réservoirs externes d’ailes de 350 litres et un plan arrière au revêtement épaissi pour résister aux efforts. La production démarra en mai 1945.
Production : pas de chiffres, et comme pour l’A6M6c, peu.

### A6M8 modèle 54/64

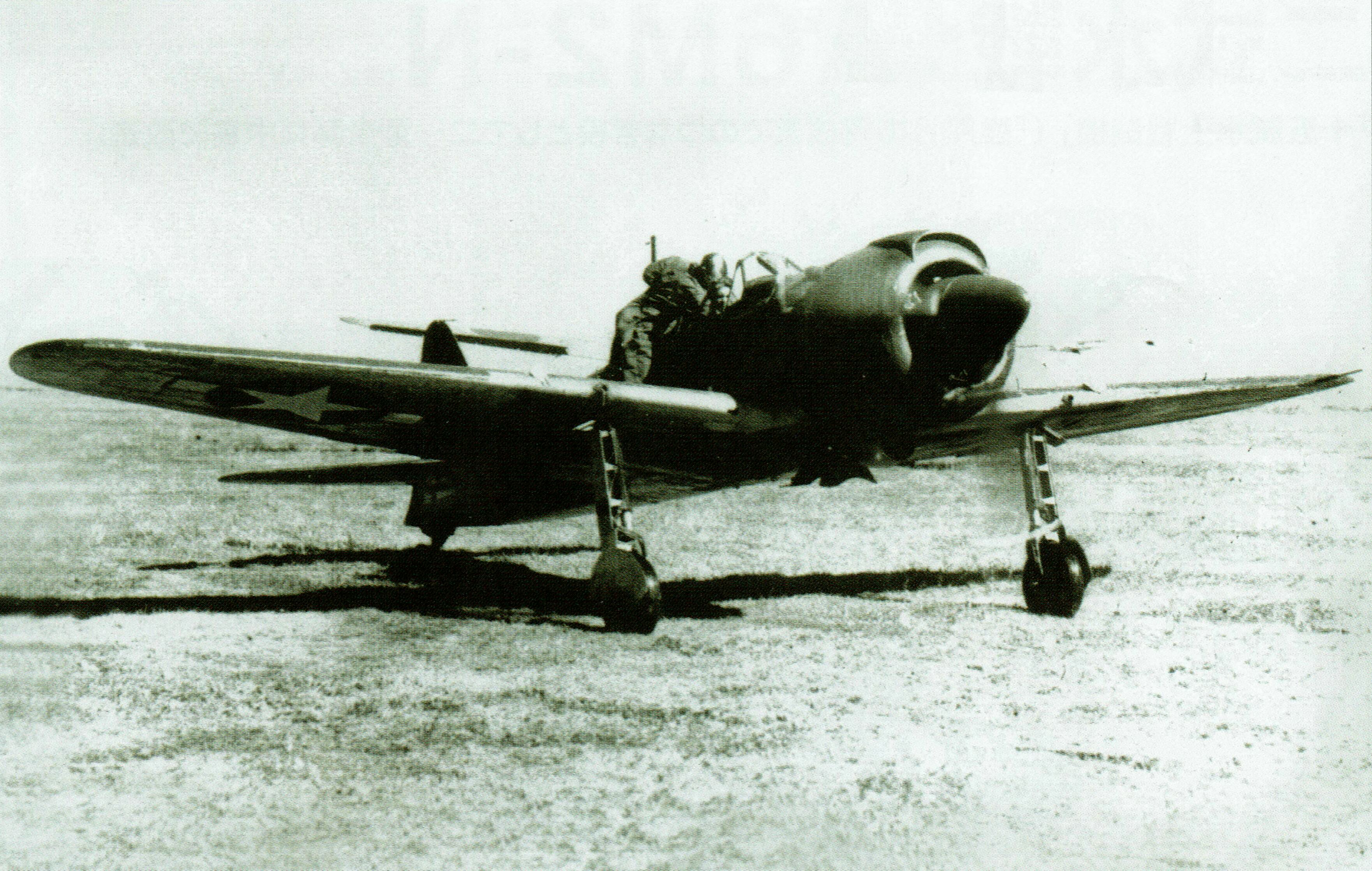
Le A6M8 modèle 64, un des deux prototypes produits, en test par l'US Army à la base aérienne de Misawa

Comme Nakajima se concentrait sur la production du puissant moteur 18 cylindres de 2 000 ch Nakajima Homare, devenu prioritaire, il fallait arrêter lentement la production du Nakajima Sakae. Mitsubishi fut alors enfin autorisé à utiliser le fiable et performant moteur à 14 cylindres MK8P Mitsubishi Kinsei 62 [Ha-33]-62 de 1 560 ch.
Cette mécanique éprouvée avait été efficacement adaptée sur le Ki-100 de l'Armée de l'Air et les D4Y (à partir du D4Y3) de la Marine. Comme le Kinsei était plus gros, il nécessita un nouveau capotage et la mitrailleuse de capot disparut. Depuis le début du programme, le rapport poids-puissance augmenta enfin. Le premier prototype fut fini en avril 1945 et les résultats encourageants poussèrent la Marine à commander pas moins de 6 300 A6M8. Aucun cependant ne verra le combat car le marasme provoqué par les bombardements et la pénurie de matériaux avait totalement désorganisé la production. Le premier prototype de l’A6M8 a utilisé une cellule de 52c, d’où l’appellation Zéro modèle 54, mais le second prototype et les exemplaires de série devaient utiliser la cellule du modèle 63, d’où l’appellation Zéro modèle 64. Vitesse maximum: 309 nœuds (573 km/h).
Production : 6 300 prévus, pas d’exemplaire de série, 2 prototypes : 1 modèle 54 et 1 modèle 64.

## Engagements
À l'heure de Pearl Harbor, il y avait seulement 420 Zéros actifs dans le Pacifique.
Conçu pour l'attaque, le Zéro était un modèle de manœuvrabilité et de puissance de feu et disposait en outre d'une grande autonomie en vol, atout primordial pour les forces navales nippones durant leur phase de conquêtes. Il se révéla très efficace aux mains des pilotes surentrainés du début de la guerre. Mais à l'instar de nombreux appareils japonais, ses points faibles les plus importants étaient l'absence de protection du pilote et de réservoirs auto-obturants. Ces défauts finirent par aggraver les pertes et représentèrent un handicap insurmontable pour les pilotes formés à la hâte qui se retrouvèrent en première ligne dès l'automne 1942 à la suite des pertes subies à Midway et lors de la campagne de Guadalcanal. En dépit de quelques améliorations sur les deux dernières versions, les résultats seront décevants faute de maîtrise d’œuvre.

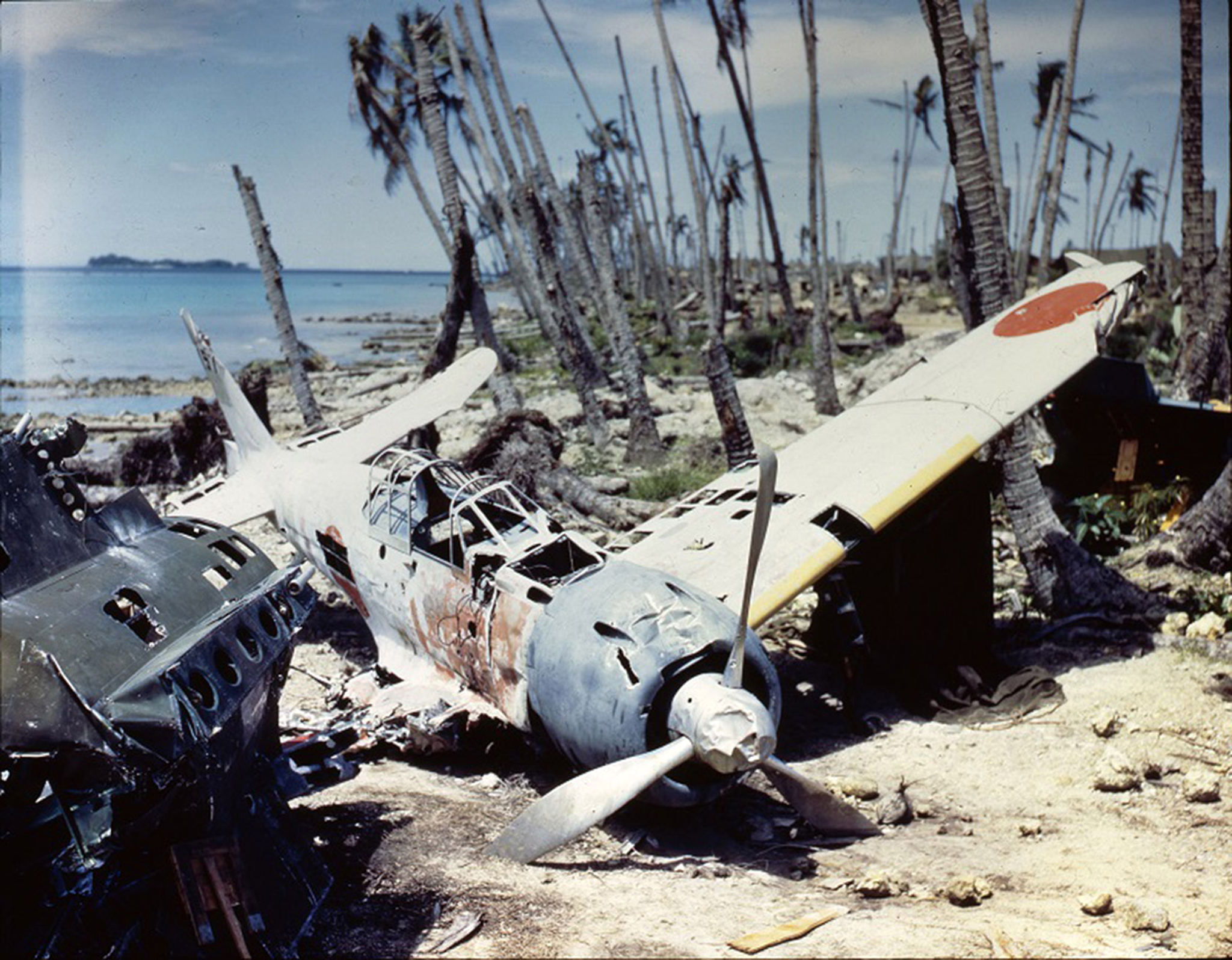
L'épave d'un Mitsubishi A6M3 modèle 32 abandonné à l'aérodrome de Munda, au centre des îles Salomon, 1943.

Beaucoup de Zéros furent également perdus au combat dès que les Alliés abandonnèrent le dogfight - combat tournoyant qui privilégiait l'appareil le plus maniable - pour le « yoyo » ou « Thach Weave », une tactique créée par John Thach (manœuvre horizontale ou verticale, consistant pour deux appareils à s'éloigner puis revenir, protégeant ainsi le coéquipier en favorisant la destruction de son poursuivant) et le boom and zoom - attaque en piqué puis ressource - favorable aux appareils américains plus lourds et aux moteurs plus puissants. Lorsque les Américains finirent par comprendre les techniques d'attaque du Zéro, en partie grâce au Zero d'Akutan, le rapport victoires/pertes passa de 1 pour 1 à 10 pour 1 en leur faveur.
Les Japonais ne restèrent cependant pas statiques et lancèrent de nouveaux avions comme le Kawanishi N1K1-J Shiden (Éclair Violet) « George » et surtout l'excellent Nakajima Ki-84 Hayate « Frank », le premier étant une version terrestre d'un hydravion, le second un chasseur de l'Armée de l'Air. Ils représentèrent les derniers symboles du changement de stratégie au profit d'avions basés au sol, faute de porte-avions et d'équipages qualifiés.

## Liste des groupes motopropulseurs utilisés
| 2 premiers prototypes A6M1                           | Mitsubishi Zuisei 13      | moteur en double étoile de 7 cylindres, soit 14 cylindres | refroidi par air |                                                                                           | doté d’une hélice à deux ou trois pales en métal. | 791 ch (582 kW) au décollage et 887 ch (652 kW) à 3 600 m                                    |
| Prototype 3 et 4 de l'A6M1, modèles 11, 21 et A6M2-N | Nakajima NK1C Sakae 12    | moteur en double étoile de 7 cylindres, soit 14 cylindres | refroidi par air |                                                                                           | doté d’une hélice à trois pales en métal.         | 953 ch (700 kW) au décollage et 963 ch (708 kW) à 4 200 m                                    |
| Modèles 32, 22, 22a, 52, 52a, 52b, 52c, 62           | Nakajima NK1F Sakae 21    | moteur en double étoile de 7 cylindres, soit 14 cylindres | refroidi par air | Avec pipes d’échappement indépendantes propulsives                                        | doté d’une hélice à trois pales en métal.         | 1 146 ch (843 kW) au décollage, 1 115 ch (820 kW) à 2 850 m et 994 ch (730 kW) à 6 000 m     |
| Modèles 53 et 63                                     | Nakajima Sakae 31         | moteur en double étoile de 7 cylindres, soit 14 cylindres | refroidi par air | Avec pipes d’échappement indépendantes propulsives et avec injection d'eau et de méthanol | doté d’une hélice à trois pales en métal.         | 1 146 ch (843 kW) au décollage, 1 115 ch (820 kW) à 2 850 m et 994 ch (730 kW) à 6 000 m     |
| Modèles 54 et 64                                     | Mitsubishi MK8P Kinsei 62 | moteur en double étoile de 7 cylindres, soit 14 cylindres | refroidi par air | Avec pipes d’échappement indépendantes propulsives                                        | doté d’une hélice à trois pales en métal.         | 1 582 ch (1 163 kW) au décollage, 1 359 ch (999 Kw) à 2 100 m et 1 196 ch (880 kW) à 5 800 m |

## Caractéristiques techniques
|                                                  | A6M2 Modèle 21                 | A6M3 Modèle 32                 | A6M5 Modèle 52                 | A6M8 Modèle 64                 |
| Dimensions:                                      |                                |                                |                                |                                |
| Envergure                                        | 12,00 m                        | 11,00 m                        | 11,00 m                        | 11,00 m                        |
| Longueur                                         | 9,06 m                         | 9,06 m                         | 9,12 m                         | 9,24 m                         |
| Hauteur                                          | 3,05 m                         | 3,51 m                         | 3,51 m                         | 3,64 m                         |
| Surface alaire                                   | 22,4 m2                        | 21,5 m2                        | 21,3 m2                        | 21,3 m2                        |
| Poids:                                           |                                |                                |                                |                                |
| A vide                                           | 1 680 kg                       | 1 807 kg                       | 1 876 kg                       | 2 150 kg                       |
| En charge                                        | 2 410 kg                       | 2 544 kg                       | 2 733 kg                       | 3 150 kg                       |
| Maximum                                          | 2 796 kg                       | -                              | -                              | -                              |
| Charge alaire                                    | 107,6 kg/m2                    | 118,3 kg/m2                    | 128,3 kg/m2                    | 147,9 kg/m2                    |
| Rapport poids/puissance (en charge/au décollage) | 2,5 kg/ch                      | 2,2 kg/ch                      | 2,4 kg/ch                      | 2,0 kg/ch                      |
| Performances:                                    |                                |                                |                                |                                |
| Vitesse maximum                                  | 288 nœuds (533 km/h) à 4 550 m | 294 nœuds (544 km/h) à 6 000 m | 305 nœuds (565 km/h) à 6 000 m | 309 nœuds (572 km/h) à 6 000 m |
| Vitesse de croisière                             | 180 nœuds                      | 200 nœuds                      | 200 nœuds                      | -                              |
| Vitesse ascensionnelle                           | 805 m/NM                       | 820 m/NM                       | 855 m/NM                       | 878 m/NM                       |
| Atteint 6 000 m en                               | 7 min 27 s                     | 7 min 19 s                     | 7 min 1 s                      | 6 min 50 s                     |
| Plafond                                          | 10 000 m                       | 11 050 m                       | 11 740 m                       | 11 200 m                       |
| Autonomie normale                                | 1 010 NM (1 870 km)            | -                              | -                              | -                              |
| Autonomie maximum                                | 1 675 NM (3 102 km)            | 1 284 NM (2 378 km)            | 1 037 NM (1 920 km)            | -                              |

## Dans la culture populaire

### Cinéma
Le Mitsubishi A6M apparaît dans plusieurs films de guerre. Dans les films les plus anciens, hors images d'archives, il s'agit d'avions d'entrainement américains North American T-6 Texan transformés en Zéros. Dans le Pearl Harbor de 2001, un véritable Zéro fut utilisé pour quelques scènes. Pour les plus récents, ce sont des images numériques comme dans le film : Midway (2019) etc.
- Tora ! Tora ! Tora ! (1970)
- La bataille de Midway (1976)
- Nimitz, retour vers l'enfer (1980)
- Pearl Harbor (2001)
- Australia (2008) pour la scène du bombardement de Darwin
- Kamikaze, le dernier assaut (2013)
- Midway (2019)

### Roman
- Le roman de Pascale Roze[note 1], Le Chasseur Zéro, porte ce titre car la narratrice est la fille d'un marin américain tué durant la Seconde Guerre mondiale lorsque le cuirassé USS Maryland, sur lequel il était embarqué, fut frappé le 7 avril 1945 au large d'Okinawa par un Zéro en mission kamikaze[note 2]. La narratrice reporte son affection de ce père qu'elle n'a pas connu vers le jeune pilote japonais contraint de faire ce geste suicidaire.

### Série télévisée
- Les Têtes brûlées (1976-1978)

### Bande dessinée
- Le Mitsubishi A6M apparaît dans un des quatre chapitres de l'album de bande dessinée Le Dernier Envol, écrit par Régis Hautière et dessiné par Romain Hugault, paru en 2005 aux éditions Paquet. L'album raconte l'histoire de quatre pilotes de la Seconde Guerre mondiale dont les chemins vont se croiser. Teruo, aviateur de la Marine impériale japonaise, pilote un Mitsubishi A6M. Il est désigné en 1945 pour une attaque kamikaze et meurt en s'écrasant sur un porte-avions de l'United States Navy, d'où le titre de l'album.

- Il apparaît également dans les deux premiers épisodes de la BD Franco-Belge Buck Danny Les Japs attaquent et Les Mystères de Midway de Jean-Michel Charlier (scénario et dessins des avions, décors et bateaux) et Victor Hubinon (dessins des personnages puis unique dessinateur).

Initialement publiés dans le journal Spirou entre 1947 et 1948, basés sur une importante documentation, et dessinés avec un réalisme surprenant. Avec une erreur cependant : Jean-Michel Charlier a dans un premier temps présenté en avion de chasse la version d'entrainement biplan, erreur corrigé rapidement par la suite.

### Manga
- Le Mitsubishi A6M apparaît dans la série de manga en cinq tomes Zéro pour l'éternité de Naoki Hyakuta , auteur ultra-nationaliste, négationniste et très controversé au Japon. La série porte sur les recherches d'un japonais contemporain sur les traces de son grand-père mort en kamikaze à la fin de la guerre. L'histoire retrace toute la guerre du Pacifique à travers les différentes versions du Zéro.

### Animation japonaise
- Le vent se lève (2013), film d’animation réalisé par Hayao Miyazaki, raconte une partie de la vie de Jirō Horikoshi à l'époque des premiers vols du modèle A5M "Claude", antérieur au Zéro.

### Jeu vidéo
- Metal Gear Solid: Peace Walker (2010) : Le Metal Gear développé par les DrStrangelove et Huey Emmerich pour le compte des Militaires Sans Frontières est nommé ZEKE, en référence à l'avion d'après Kazuhira Miller.
- War Thunder : Différentes versions du A6M (A6M2 (11),(21),(N)  A6M3 (22),(22ko),(32)  A6M5 (Ko),(otsu),(Hei) ainsi que le A6M6c (53) ) sont disponibles dans le jeu War Thunder, principalement dans l'arbre japonais, en compagnie des Nakajima Ki-84 et des Kawanishi N1K1-J

## Galerie

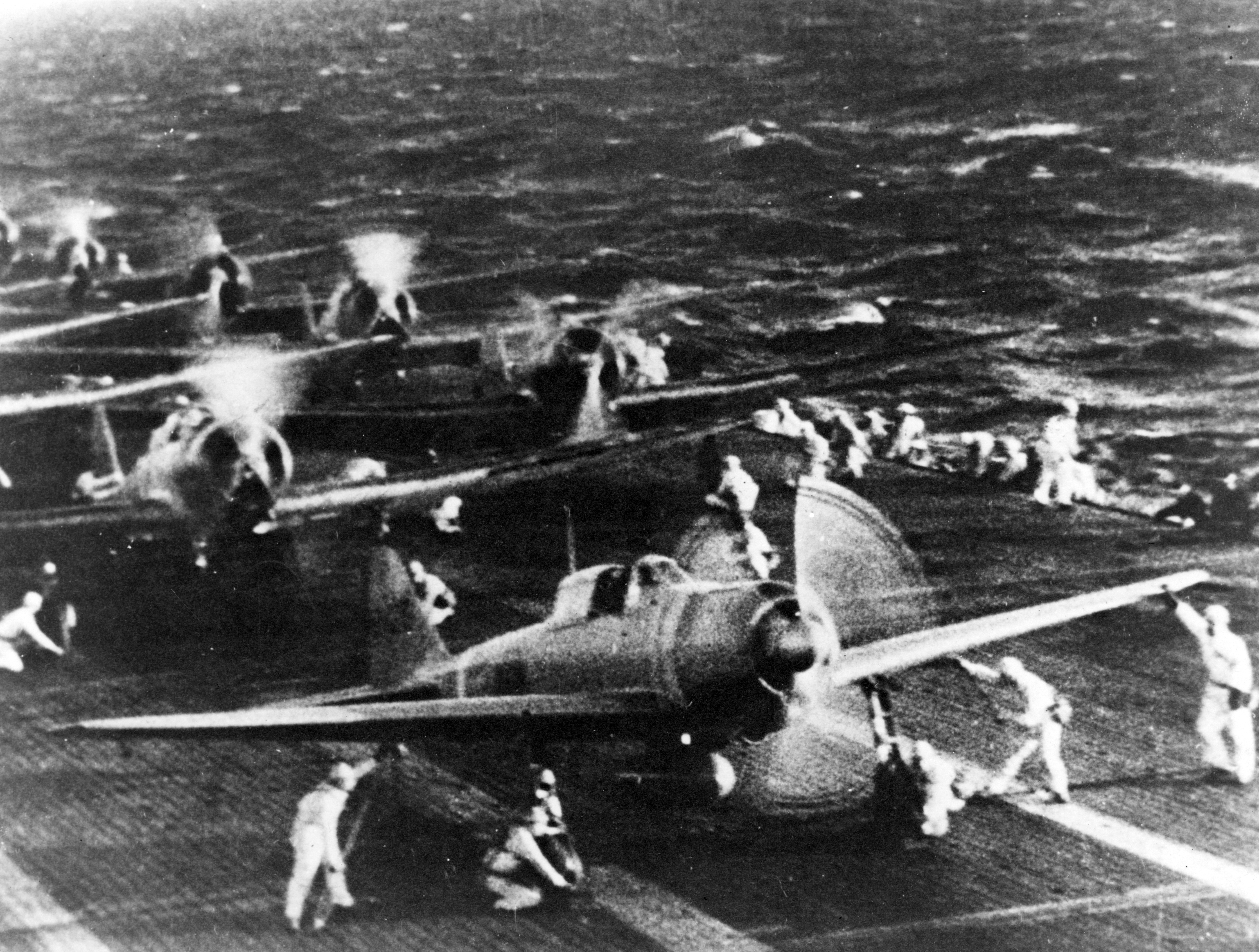
A6M2 modèle 21 sur le Shōkaku le 7 décembre 1941 durant l'Attaque de Pearl Harbor.
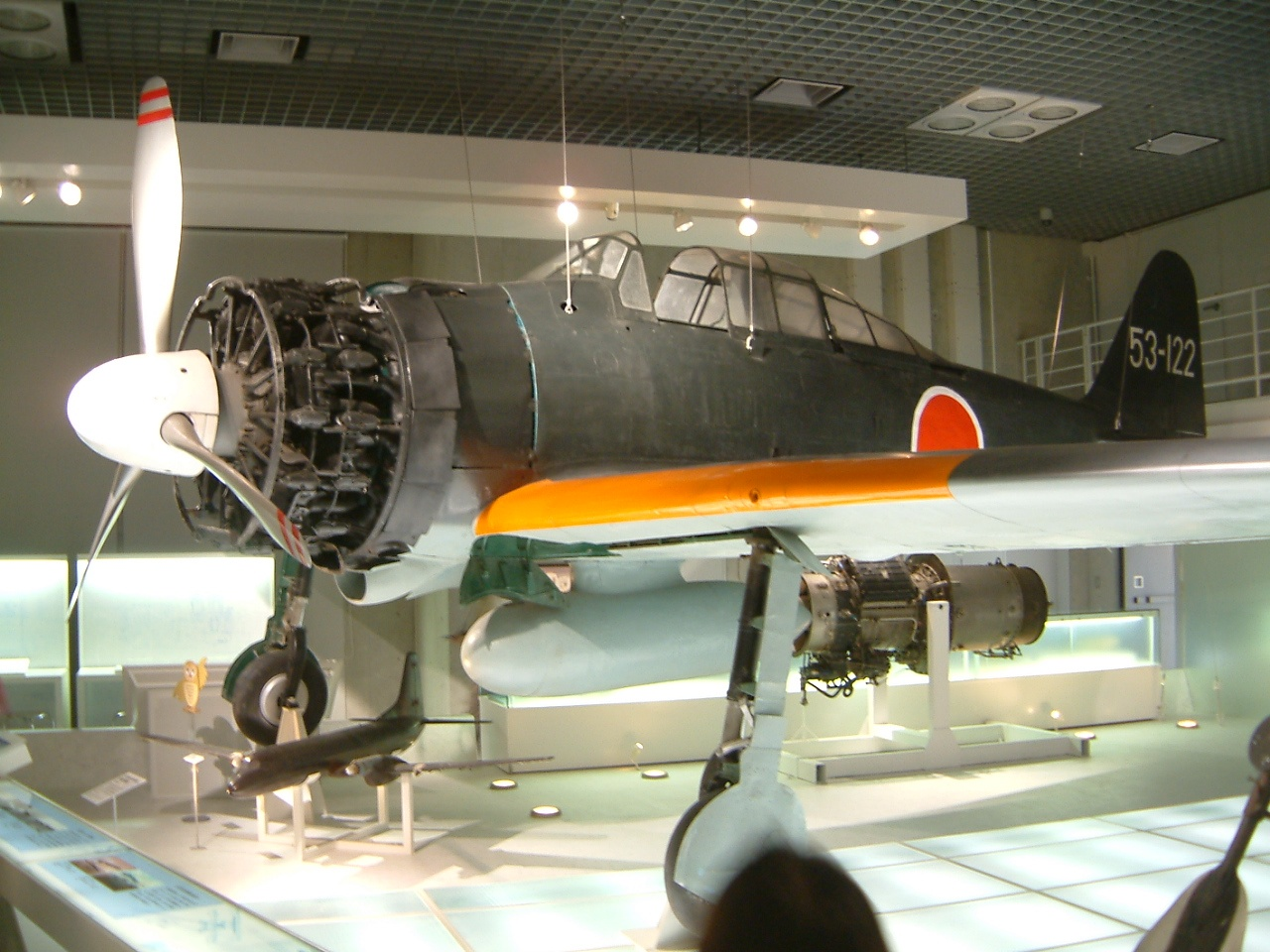
A6M5 modèle 52 au musée national de la nature et des sciences de Tokyo.
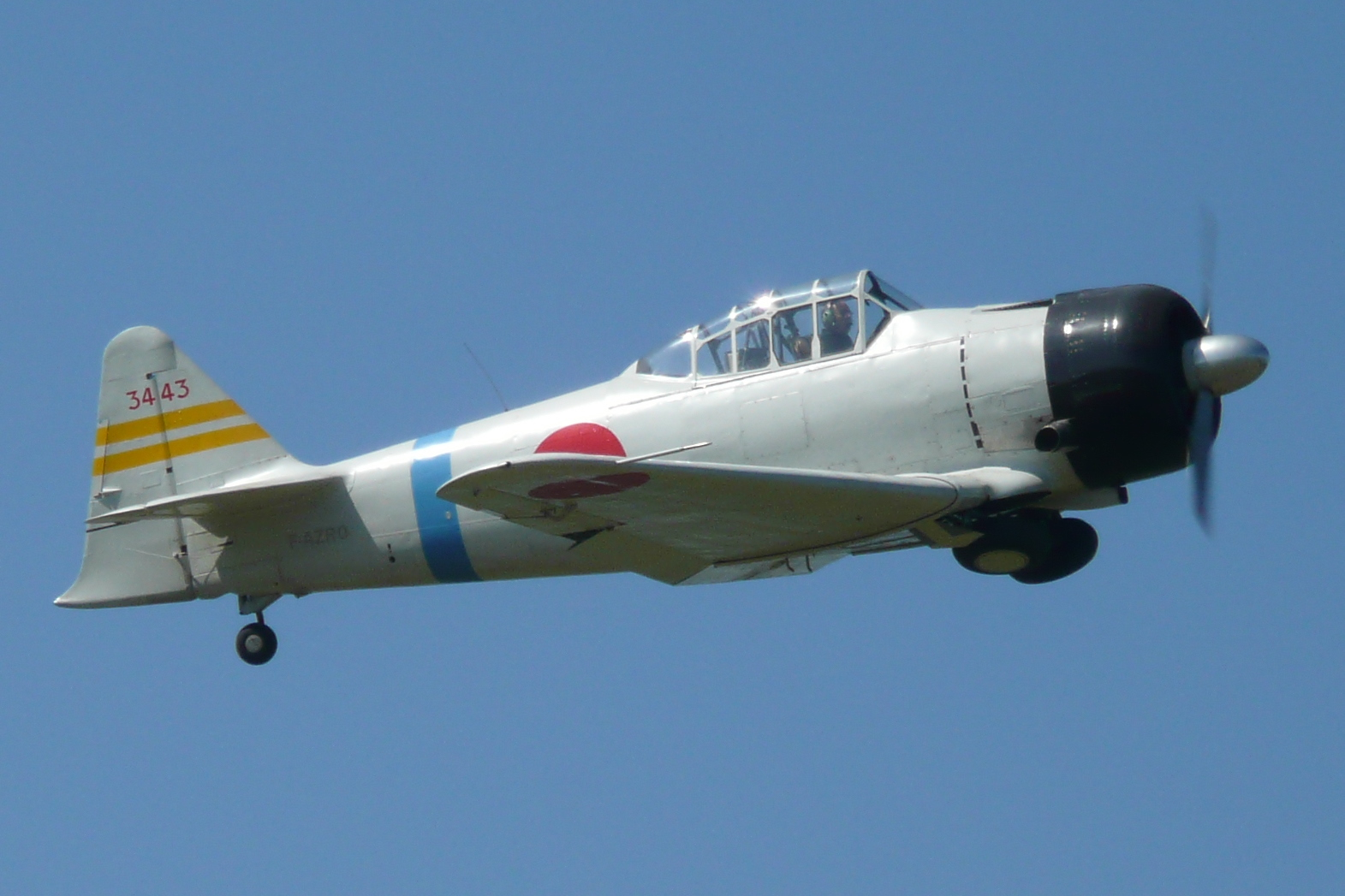
Réplique d'A6M2 sur base de North American T-6 Texan.
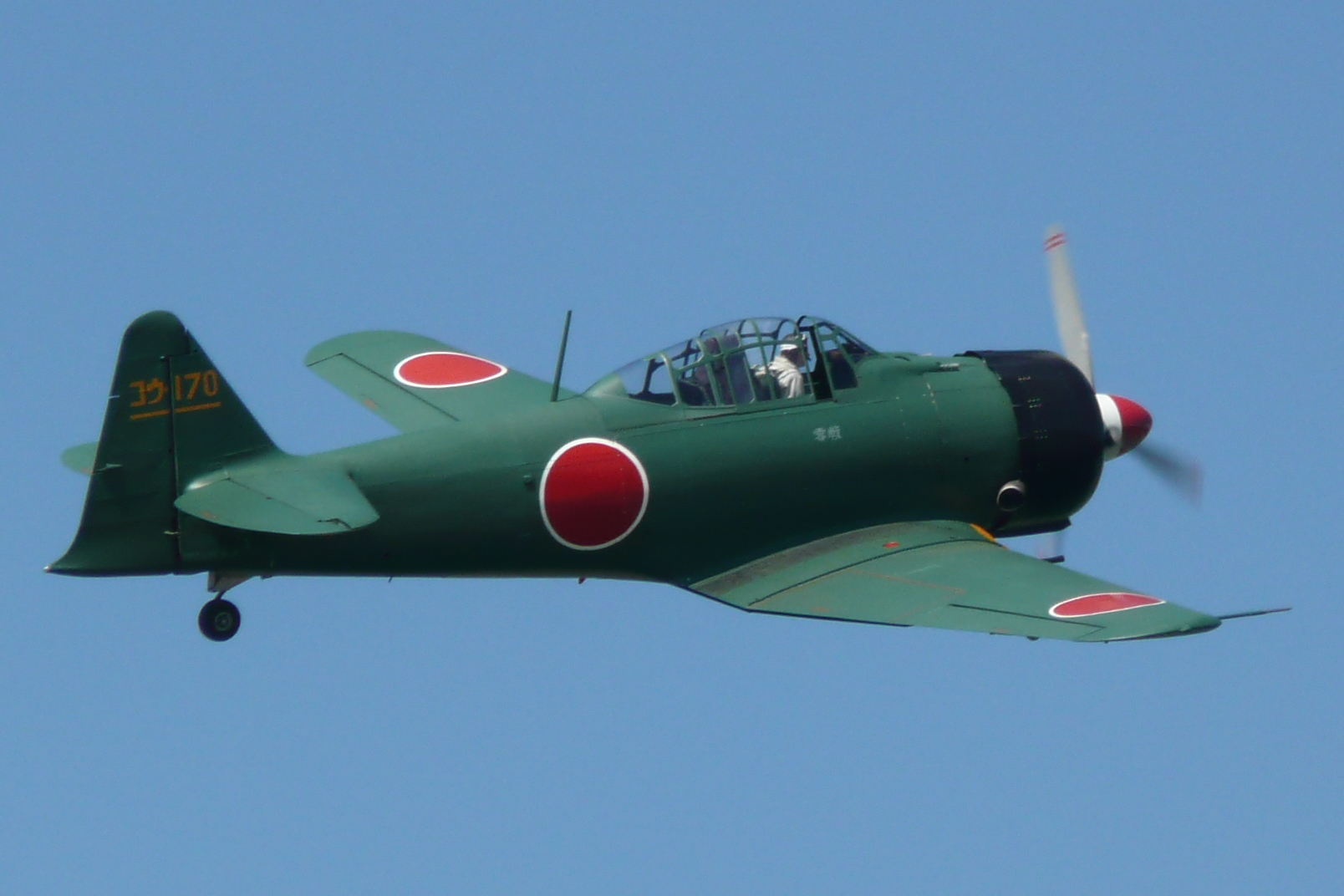
Réplique d'A6M5 sur base de North-American T6 Texan.